# Tim Tscharnke
Tim Tscharnke, né le 13 décembre 1989 à Weißenfels, est un fondeur allemand. Aux Jeux olympiques d'hiver de 2010, il a remporté la médaille d'argent du sprint par équipes. En 2013, il gagne une épreuve de Coupe du monde, un skiathlon disputé à Canmore.

## Biographie
Membre du SV Biberau, il fait son apparition sur les courses de la FIS lors de la saison 2005-2006, montant sur plusieurs podiums cet hiver. Tscharnke remporte sa première victoire au Festival olympique de la jeunesse européenne à Jaca en 2007, sur le dix kilomètres libre. En 2008, il se distingue aux Championnats du monde junior à Malles Venosta, gagnant la médaille de bronze sur le dix kilomètres classique et celle d'argent sur le relais. Peu après, il obtient son premier podium en Coupe OPA à Pokljuka.
C'est à l'occasion du Tour de ski 2008-2009 qu'il fait ses débuts en Coupe du monde, avant de décrocher une deuxième médaille d'argent en relais aux Championnats du monde junior à Praz de Lys-Sommand.
Pour entamer l'hiver 2009-2010, il est directement 21e du quinze kilomètres à Beitostølen, ce qui lui apporte ses premiers points pour le classement général de Coupe du monde. Il intègre ensuite le top dix pour la première fois à Prague (10e du sprint), puis termine troisième du sprint par équipes de Rybinsk avec Josef Wenzl. Il est alors sélectionné pour les Jeux olympiques de Vancouver, prenant part au sprint classique (33e) et au sprint par équipes libre, où il remporte la médaille d'argent avec Axel Teichmann, derrière la paire norvégienne, ce qui lui permet de devenir le plus jeune médaillé olympique de ce sport à 20 ans et 71 jours. Il continue sa saison par une troisième place au relais de Lahti.
En 2011, il dispute ses premiers championnats du monde à Oslo, où il échoue au quatrième rang au sprint par équipes avec Jens Filbrich à quatre dixièmes de seconde des Russes troisièmes. Cet hiver, il se classe notamment 17e du Tour de ski, deux fois quatrième aux Championnats du monde des moins de 23 à Erzurum et sixième sur une étape des Finales à Falun.
En décembre 2012, il devient victorieux pour la première fois dans la Coupe du monde avec un succès au skiathlon de Canmore, battant Sjur Røthe et Tobias Angerer de quelques secondes, site où même il est aussi finaliste du sprint, tout comme à Liberec. Aux Championnats du monde 2013, à Val di Fiemme, il enregistre son meilleur résultat individuel en mondial avec une 14e place sur le quinze kilomètres libre.
En 2014, son moment fort est sa participation aux Jeux olympiques de Sotchi, où il finit 20e du sprint, 26e du quinze kilomètres et 7e du sprint par équipes, où à la lutte pour le podium, il s'emmèle les skis avec Sami Jauhojärvi et perd toutes ses chances.
En 2014-2015, l'Allemand est plus souvent hors du top trente en début de saison, mais revient en forme au Tour de ski, remportant l'étape avec départ en masse sur quinze kilomètres en style classique, après avoir été départagé avec Alexey Poltoranin à la photo-finish. Aux Championnats du monde de Falun, il frôle le podium de nouveau avec le quatrième rang au sprint par équipes. Il est moins actif lors des deux saisons suivantes et atteint le top 30 en Coupe du monde qu'à deux reprises, notamment à cause de problèmes respiratoires. Ne pouvant s'entraîner proprement, il décide de mettre fin à sa carrière sportive avant la saison 2017-2018.

## Palmarès

### Jeux olympiques
| Épreuve / Édition | Sprint                           | Sprint                           | 15 km                            | 15 km                            | Poursuite / Skiathlon 2 × 15 km | 50 km | Relais                             | Relais    |
| Épreuve / Édition | libre                            | classique                        | libre                            | classique                        | Poursuite / Skiathlon 2 × 15 km | 50 km | Sprint                             | 4 × 10 km |
| JO 2010 Vancouver | Épreuve inexistante à cette date | 33e                              | —                                | Épreuve inexistante à cette date | —                               | —     | Médaille d'argent, Jeux olympiques | —         |
| JO 2014 Sotchi    | 20e                              | Épreuve inexistante à cette date | Épreuve inexistante à cette date | 26e                              | —                               | —     | 7e                                 | —         |

Légende :
- : troisième place, médaille de bronze
- : pas d'épreuve
- — : non disputée par Tscharnke

### Championnats du monde
| Épreuve / Édition           | Sprint                           | Sprint                           | 15 km                            | 15 km                            | Poursuite / Skiathlon 2 × 15 km | 50 km | Relais | Relais    |
| Épreuve / Édition           | libre                            | classique                        | libre                            | classique                        | Poursuite / Skiathlon 2 × 15 km | 50 km | Sprint | 4 × 10 km |
| Mondiaux 2011 Oslo          | 29e                              | Épreuve inexistante à cette date | Épreuve inexistante à cette date | —                                | —                               | 34e   | —      | 4e        |
| Mondiaux 2013 Val di Fiemme | Épreuve inexistante à cette date | —                                | 14e                              | Épreuve inexistante à cette date | —                               | —     | 9e     | 7e        |
| Mondiaux 2015 Falun         | Épreuve inexistante à cette date | 28e                              | —                                | Épreuve inexistante à cette date | —                               | DNF   | 4e     | 7e        |

Légende :
- : pas d'épreuve
- — : non disputée par Tscharnke
- DNF : abandon

### Coupe du monde
- Meilleur classement général : 22e en 2013.
- 1 podium en épreuve individuelle : 1 victoire.
- 2 podiums en épreuve par équipes : 2 troisièmes places.
- 1 podium sur une étape de tour : 1 victoire.

#### Détail des victoires
| Épreuve / Édition | Sprint | Sprint    | 15 km | 15 km     | Skiathlon | 30 km libre | 30 km libre | 50 km libre | Tour de ski ou Finales ou Nordic Opening |
| Épreuve / Édition | libre  | classique | libre | classique | Skiathlon | libre       | classique   | 50 km libre | Tour de ski ou Finales ou Nordic Opening |
| 2012-2013         |        |           |       |           | Canmore   |             |             |             |                                          |

Il remporte aussi la sixième étape du Tour de ski 2014-2015, un quinze kilomètres classique.

#### Classements par saison
| Saison    | Classement général final | Classement distance | Classement sprint |
| 2009-2010 | 59e                      | 67e                 | 34e               |
| 2010-2011 | 43e                      | 36e                 | 30e               |
| 2011-2012 | 33e                      | 38e                 | 27e               |
| 2012-2013 | 22e                      | 25e                 | 19e               |
| 2013-2014 | 31e                      | 33e                 | 19e               |
| 2014-2015 | 55e                      | 47e                 | 98e               |
| 2016-2017 | 132e                     | 91e                 |                   |

### Championnats du monde junior
- Malles Venosta 2008 :
  -  Médaille d'argent du relais.
  -  Médaille de bronze du dix kilomètres classique.
- Praz de Lys-Sommand 2009 :
  -  Médaille d'argent du relais.

### Festival olympique de la jeunesse européenne
- Jaca 2007 :
  -  Médaille d'or du dix kilomètres libre.

### Coupe OPA
- 4 podiums.